# ایر دراویدا
ایر دراویدا (به انگلیسی: Air Dravida) یک شرکت هواپیمایی است. دفتر مرکزی ایر دراویدا در چنای، هند واقع شده‌است.